# Pauline Konga
Pauline Konga (10 aprile 1970) è un'ex mezzofondista keniota.

## Palmarès
- Giochi olimpici

Atlanta 1996: argento nei 5000 metri.
- Mondiali di corsa campestre

Anversa 1991: oro a squadre.
Amorebieta-Etxano 1993: oro a squadre.

## Campionati nazionali
1991
- Oro ai campionati kenioti di corsa campestre

1999
- 5ª ai campionati kenioti, 5000 m piani - 16'10"3 m

## Altre competizioni internazionali
1993
- Argento alla Cherry Blossom Ten Miles ( Washington), 10 miglia - 52'30"
- 5ª al Nairobi International Crosscountry ( Nairobi) - 21'21"
- 16ª al Cross Auchan ( Tourcoing) - 17'25"
- 13ª al Reebok International Cross ( Belfast) - 16'33"

1996
- Bronzo alla Grand Prix Final ( Milano), 5000 m piani - 14'56"32
- Oro alla Mezza maratona di Marrakech ( Marrakech) - 1h09'33"

2000
- Argento alla Mezza maratona di Toronto ( Toronto) - 1h13'54"
- 4ª alla Mezza maratona di Hastings ( Hastings) - 1h16'45"
- Argento alla Vancouver Sun Run ( Vancouver) - 32'46"
- 6ª alla Charleston Cooper River Bridge ( Charleston) - 32'59"
- 8ª alla Boulder International Challenge ( Boulder) - 34'36"

2001
- 12ª alla Maratona di Parigi ( Parigi) - 2h45'04"
- 11ª alla Mezza maratona di Virginia Beach ( Virginia Beach) - 1h15'34"